# La fine dell'universo Marvel
La fine dell'Universo Marvel (Marvel: The End) è una miniserie di sei numeri scritta e disegnata da Jim Starlin e narra dell'ipotetica fine dell'Universo Marvel.

## Trama

### Prologo[1]
Questo prologo non è presente nel fumetto ma lo si deduce ed è molto importante per la trama. Degli alieni con la testa allungata, miliardi di anni fa, con la loro astronave arrivano vicini ad un enorme potere, il cuore dell'universo; dopo migliaia di anni il loro corpo si ingigantisce diventando simile a quello di Eternità. Essi prendono il nome di "consiglio" e, per mantenere l'ordine nel multiverso, prendono da ogni pianeta un essere che diventerà loro agente e gli danno una scheggia del loro potere in modo che possa far rispettare la loro volontà.

### Marvel: The End[2]
Vi sono vari episodi che preannunciano ciò che sta per accadere: Thor viene in contatto con il semi-onnipotente faraone Ankhenaton, l'agente del consiglio che lo invita ad unirsi a lui; Norrin Radd trova una flotta di navi spaziali distrutte. Ma la vera storia comincia quando Ankhenaton contatta gli X-Men per farli diventare sue guardie del corpo e dopo il rifiuto di questi manda un raggio cosmico che demolisce lo Xavier Institute. I Vendicatori e i Fantastici Quattro indagano e vengono anche loro in contatto con Ankhenaton che li uccide tutti. Successivamente, il faraone convoca i governanti del mondo e li obbliga ad unirsi a lui; convoca anche il Dottor Destino in quanto regnante di Latveria, ma questi nasconde un nanodrone nella fortezza del faraone. Creata la sua "polizia imperiale", formata da Claw e dalla Squadra Distruttrice da lui quest'ultima uccide tutti gli eroi rimasti. Il Dottor Destino torna indietro nel tempo prima che il faraone diventi un dio dopo essere stato rapito e potenziato dal consiglio, ma viene trovato e ucciso dall'Ankhenaton del futuro. Gli unici che possono salvare la situazione in extremis sono i Difensori, uniti a Genis-Vell e a Thanos, i quali intendono arrivare nell'astronave del consiglio e distruggere il cuore dell'universo, in modo che il suo potere non giunga più né ad Ankhenaton né al consiglio. Quando gli eroi provano invano a distruggerlo, il consiglio se ne accorge e corre lì ad ucciderli. Dopo la morte del Dottor Strange e di Namor, Thanos, pur controvoglia, si tuffa dentro al cuore assorbendone tutto il potere, arrivando a essere inferiore in termini di potere solo al Supremo. Con i suoi nuovi poteri, il Titano Pazzo ripristina tutta la realtà, sconfiggendo Ankhenaton e facendo in modo che tutta la faccenda legata al consiglio non sia mai accaduta: il Tribunale Vivente tuttavia capisce che qualcosa nella realtà non quadra e che il motivo è l'onnipotenza di Thanos, quindi chiama a raccolta le entità cosmiche e gli eroi della Terra per combatterlo. Il titano però si irrita per l'affronto subito e in uno scatto d'ira distrugge l'universo. Inconsapevolmente, nel nulla il titano lascia vivo solo Adam Warlock, che lo convince a rinunciare ai suoi poteri divini per ricreare l'universo.